# Black Holes and Revelations
Black Holes and Revelations (англ. Чорні діри та одкровення) — четвертий студійний альбом британського рок-гурту Muse, випущений в 2006 році на лейблі Warner Bros. Records.

## Список композицій
Автор музики і слів Метью Белламі. 
| #   | Назва                      | Тривалість |
| --- | -------------------------- | ---------- |
| 1.  | «Take a Bow»               | 4:35       |
| 2.  | «Starlight»                | 3:59       |
| 3.  | «Supermassive Black Hole»  | 3:29       |
| 4.  | «Map of the Problematique» | 4:18       |
| 5.  | «Soldier's Poem»           | 2:03       |
| 6.  | «Invincible»               | 5:00       |
| 7.  | «Assassin»                 | 3:31       |
| 8.  | «Exo-Politics»             | 3:53       |
| 9.  | «City of Delusion»         | 4:48       |
| 10. | «Hoodoo»                   | 3:43       |
| 11. | «Knights of Cydonia»       | 6:06       |